# トリシネート
トリシネート (tricinate) は芳香族の爆薬で、雷管などに使用されてきた化合物である。トリニトロレゾルシン鉛、スチフェニン酸鉛 (lead styphnate) とも呼ばれる。近年では鉛による環境汚染の問題から使用されなくなっている。
単独では起爆力が弱いため通常は単独では使用せず、アジ化鉛などと混合する。単独では銃用雷管の起爆薬として用いられていたが、現在ではほとんど使用されていない。
中性塩と塩基性塩があるが、塩基性塩は爆薬としてはあまり使用されない。中性塩は通常の製法では1分子の結晶水がついたものが出来る。
静電気に極めて敏感で10μジュールの静電気でも発火する。そのため取り扱いには静電気事故防止が必須である。

## 製法
トリニトロレゾルシン(en)と炭酸ナトリウムと少量の酢酸を熱湯に溶かして
これに硝酸鉛の熱溶液を加えて、自然に冷やすと中性塩の結晶が析出する。

## 処分法
- 大量の炭酸ナトリウムを加えて分解する。
- 鉛の大部分は炭酸塩となって沈殿するので濾過する。
- 残液はトリニトロレゾルシンナトリウムの溶液になっているのでこれを鉄粉で処理する。
- 硫酸で酸性にするとニトロ基が還元され無害化する。